# Дом Якова Гретера
Дом Якова Гретера (укр. будинок Якова Гретера) — разрушенное здание в Соломенском районе Киева. Располагалось на улице Вадима Гетьмана. Объект культурного наследия.

## История
Предприниматель Яков Гретер выстроил собственный дом рядом с машиностроительным заводом, основанным им в 1882 году.
После национализации в советский период жилое здание было переоборудовано под клуб завода, который получил название «Большевик», а впоследствии — под административное здание.
В начале 2000-х годов в сооружении размещалась центральная лаборатория завода «Большевик». По состоянию на 2016 год первый этаж сдавался в аренду под торговое помещение, второй этаж был занят административными службами.
На фасаде дома в 1965 году была установлена бронзовая мемориальная доска в память о рабочих завода, погибших в годы Великой Отечественной войны.
Согласно указу Управления охраны культурного наследия от 3 декабря 2013, здание было внесено в перечень объектов культурного наследия по категории «история».
Здание было разрушено 6 июня 2025 года в результате российской ракетной атаки.

## Архитектура
Двухэтажное кирпичное располагалось вдоль красной линии улицы. Постройка имела прямоугольную форму в плане. Главный фасад, обращённый к улице, имел шесть проёмов. Здание было покрыто вальмовой крышей с железной кровлей; дымовые трубы выполнены из кирпича.
Архитектурное оформление фасадов решено в упрощённой версии «кирпичного стиля», с использованием отдельных элементов классицизма.
Композиция главного фасада строится на чередовании вертикально вытянутых окон и горизонтальных членений, подчёркнутых междуэтажным поясом и фризом с дентикулами.
Дворовый фасад имел открытую кирпичную кладку. Простенки между окнами первого этажа были отделаны рустикой.